# (37873) 1998 FM29
1998 FM29 (asteroide 37873) é um asteroide da cintura principal. Possui uma excentricidade de 0.20303920 e uma inclinação de 14.82992º.
Este asteroide foi descoberto no dia 20 de março de 1998 por LINEAR em Socorro.